# 秋老虎
秋老虎是中國民間對一種天氣現象的叫法，原意是指如果立秋那天不下雨，之後的24天的天氣都會很熱，現在的引申意思可以指秋天的炎熱天氣。
在華南地區，出現秋老虎的其中一個原因是受颱風外圍環流影響，在此種情況下有機會出現酷熱天氣，另一個原因是能帶來清涼天氣的東北季候風比較弱的情況下，也會出現秋老虎。在其他地區，這種天氣有不同的名稱，例如在北美洲就叫這種天氣作「印度夏天」（Indian summer）。這名稱據說源於印度詩人泰戈爾的同名詩作。